# ارنست ابج
ارنست ابج (انگلیسی: Ernest Ebbage; ۱ اوت ۱۸۷۳ – ۲ سپتامبر ۱۹۴۳) ورزشکار اهل بریتانیا بود.